# Lyskamm
El Lyskamm o Liskamm és una muntanya de 4.527 metres que es troba entre les regions de la Vall d'Aosta a Itàlia i el Valais a Suïssa, sent un dels principals cims dels Alps Penins.
Per la perillositat de la caiguda de pedres i allus té el mal nom de Menschenfresser (menjadora d'homes).
Està format per una aresta de 5 km de llarg, en la que es distingeixen el Lyskamm Oriental (4.527 m.) i el Lyskamm Oriental (4.479 m.). A més del vessant italià, de cara a les dues punxes principals, se n'alça una tercera, de menor altura però particularment característica, anomenada Naso del Lyskamm (El Nas del Lyskamm, 4.272 m). Des del vessant italià del Lyskamm descendeix la glacera de Lys, i pel vessant suís baixa la glacera del Grenz.

## Geografia

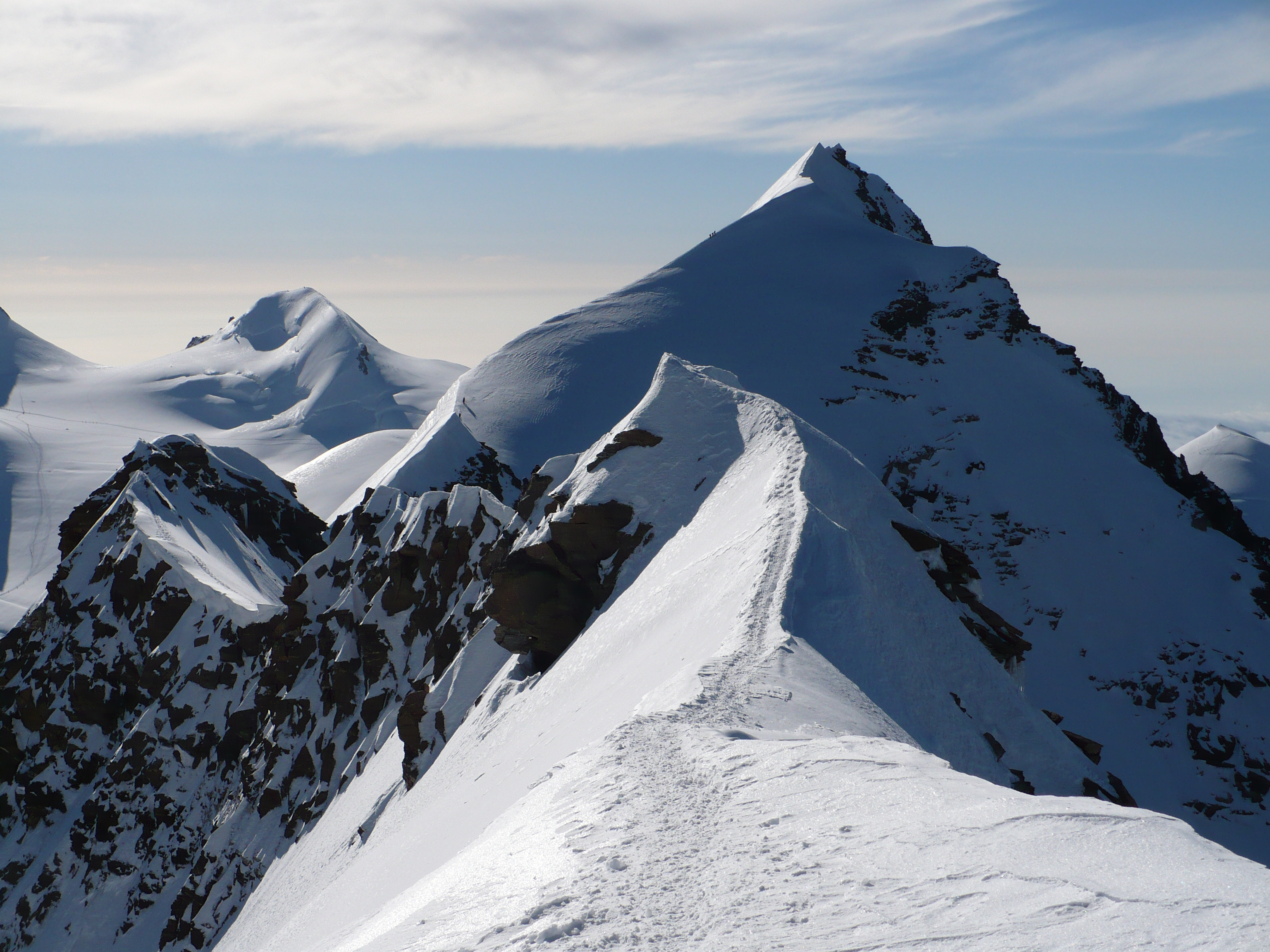
Lyskamm des del Lyskamm occidental

A causa de la seva modesta prominència (376 m), Lyskamm de vegades es considera que forma part del veí Massís de Monte Rosa (de fet el Dufourspitze és només 107 metres més alt). Però visualment el Lyskamm és un massís enorme, compost de tres cims: l'Est Liskamm i el més baix Liskamm Occidental entre els cantó suís de Valais al nord i la italiana vall d'Aosta al sud.
La part nord de la muntanya és una impressionant paret de 1.100 metres coberta de gel provinent de la Glacera Gomer. La cara sud està a pocs centenars de metres per sobre la Glacera del Lis.

## Escalada
El pic est està a 4,527 m, i va ser escalat primer l'any 1861 per part d'anglesos i suïssos.

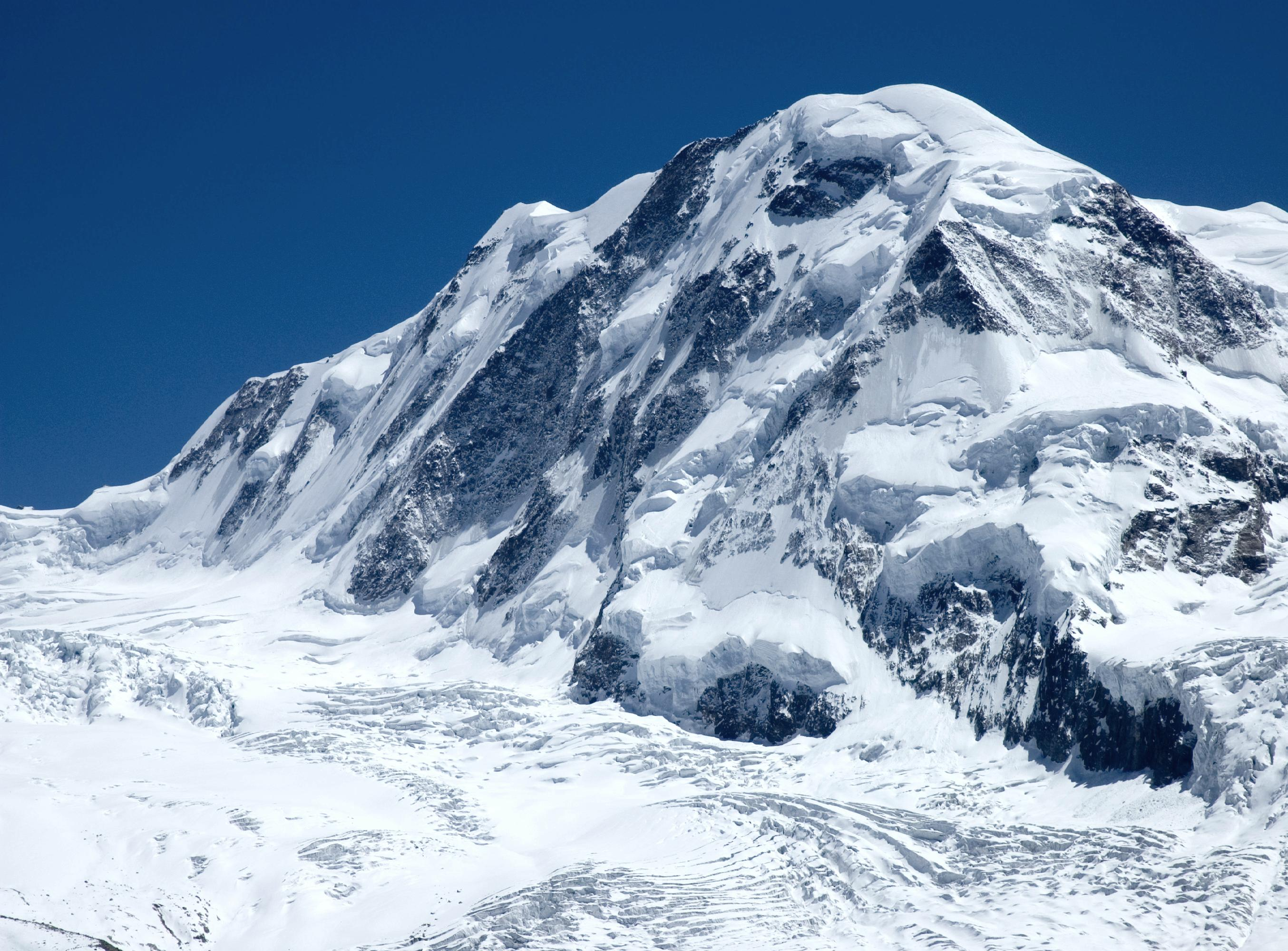
Lyskamm sobre la glacera Grenz

El 9 d'agost de 1890, L. Norman-Neruda amb els guies Christian Klucker i J. Reinstadler varen ser els primers a arribar al cim (Lyskamm Est) per la cara nord a través de la ruta actualment coneguda com a "Norman-Neruda". La primera ascensió hivernal per aquesta ruta es va fer l'11 de març de 1956 per C. Fosson i O. Frachey.